# Юхан Свердруп
Юхан Свердруп (норв. Johan Sverdrup; (30 липня 1816,Сем — 17 лютого 1892, Осло) — норвезький політичний діяч, перший прем'єр-міністр Норвегії після запровадження в країні Конституційної монархії (з 1884 по 1889 рр.). По професії адвокат. Оратор.

## Біографія
Народився 30 липня 1816 року в невеличкому селищі Сем, поблизу Тенсбергу.
Завершив юридичний факультет у 1841 році.
У 1851 році вперше був обраний до Стортингу. З перших пір свого перебування в парламенті намагався сформувати радикальну партію, що б складалась з великої групи селян і радикальних елементів серед представників міст. Його перша спроба була названа Адвокатською партією від професії лідерів групи. В наступні роки співпрацював з селянським лідером Уле Габрієлем Уланном. В 1859 році Свердруп разом з Уланном заснували «Спільноту реформи», що було задумано як загальнонаціональна політична партія з місцевими осередками.
В 1869 році він створив у Стортингу блок з політичною силою С. П. Ябсена (1814—1894), що привело до об'єднання опозиції міських і сільських громад Норвегії. На базі цього блоку була сформована Ліберальна партія Норвегії, але без соціалістичних зв'язків.

У 1870-х роках політична криза в Норвегії стала поштовхом для партії Свердрупа. Його політичним гаслом стало: 
|  | «Вся сила повинна бути зібрана в залах Стортингу». |

У 1879 році його партія зробила вдалий хід шляхом оприлюднення нових змін у конституції.
На загальних виборах 1882 р. партія Свердрупа виграла переконливу більшість.
Вважається, що Свердруп вплив на владну еліту Норвегії протягом 30-и років.
В 1884 р. був одним зі засновників Ліберальної партії Норвегії (норв. Venssdf, V, — «ліва»).

## У мистецтві
Один з показних монументів Юханові Свердрупу є недалеко від будівлі Стортингу, з'явився в 1961 році. Автором скульптури був Стініус Фредріксенанн.
Один із його найкращих портретів намалював майстер Кристіан Крог.